# Walker Special
Walker Special – samochód Formuły 1, zaprojektowany przez Alfa Francisa i Valerio Colottiego, skonstruowany przez Rob Walker Racing Team. Jedyny samochód konstrukcji Walkera. Nigdy nie wziął udziału w wyścigu.

## Historia
Zespół wyścigowy Rob Walker Racing Team został założony przez Roba Walkera i zadebiutował w Formule 1 w 1953 roku. Wynajmował on samochody od różnych konstruktorów i do 1959 roku za sprawą Stirlinga Mossa i Maurice'a Trintignanta wygrał Cooperem cztery wyścigi.
W 1960 roku Walker ze względu na nieporozumienia z Cooperem postanowił zbudować własny samochód na sezon 1961. Projektantami tego pojazdu zostali szef mechaników Rob Walker Racing Team, Alf Francis, oraz Valerio Colotti. Powstały w Dorking samochód był napędzany silnikiem Coventry Climax o pojemności 2,5 litra. Model został testowany pod koniec 1960 roku, ale nigdy nie wziął udziału w Grand Prix. Projekt został zarzucony ze względu na zbyt wysokie koszty oraz zmianę przepisów, które nakazywały korzystanie z silników 1,5-litrowych w miejsce jednostek 2,5 litra. Walker skorzystał więc w 1961 roku z Lotusów 18.
Walker Special regularnie uczestniczy w pokazach samochodów historycznych.